# Фронт (пьеса)
«Фронт» — военная пьеса А. Е. Корнейчука, написанная в 1942 году. Сюжет отражает точку зрения партийной печати на причины поражений РККА в 1941-1942 годах.

## История создания и публикации
Пьеса напечатана в газете «Правда» с 24 по 27 августа 1942 года. Существует мнение, что пьеса «Фронт» написана по личному указанию и с правкой И. В. Сталина.

## Действующие лица
- Горлов — командующий фронтом.
- Гайдар — член Военного совета.
- Благонравов — начальник  штаба фронта.
- Огнев — командующий армией.
- Колос — командир кавгруппы.
- Орлик — начальник политотдела армии.
- Удивительный — начразведотдела штаба фронта.
- Горлов Мирон — директор авиазавода.
- Горлов Сергей — гвардии лейтенант.
- Свечка — гвардии полковник.
- Крикун — специальный корреспондент.
- Тихий — редактор фронтовой газеты.
- Остапенко — гвардии сержант.
- Гомелаури — гвардии младший сержант.
- Башлыков — гвардии сержант.
- Шаяметов — гвардии младший сержант.
- Маруся — санитарка.
- Хрипун — начальник связи фронта.
- Местный — председатель горисполкома.
- Печёнка — боец.
- Грустный — артист.
- командиры, адъютанты, штабные работники, бойцы, гости

## Сюжет
В основе пьесы противостояние между двумя поколениями командиров: старшим, которое сформировалось ещё в Гражданскую войну, и молодым, которое получило боевой опыт в Великой Отечественной войне. Главный представитель старшего поколения, командующий фронтом Горлов отстал от новейших требований, воюет по старинке, его войска терпят поражения. Командующий армией Огнев — молодой образованный генерал — идёт наперекор воле Горлова и одерживает победу. Командование смещает Горлова и назначает Огнева командующим фронтом.

## Оценки и критика
28 августа 1942 года, уже на следующий день после публикации пьесы в «Правде» маршал С. К. Тимошенко прислал Сталину телеграмму: «Тов. Сталину. Опубликованная в печати пьеса тов. Корнейчука „Фронт“ заслуживает особого внимания. Эта пьеса вредит нам целыми веками, ее нужно изъять, автора привлечь к ответственности. Виновных в связи с этим следует разобрать. Тимошенко».
Ответ Сталина: «Вашу телеграмму о пьесе Корнейчука „Фронт“ получил. В оценке пьесы Вы не правы. Пьеса будет иметь большое воспитательное значение для Красной Армии и ее комсостава. Пьеса правильно отмечает недостатки Красной Армии, и было бы неправильно закрывать глаза на эти недостатки. Нужно иметь мужество признать недостатки и принять меры к их ликвидации. Это единственный путь улучшения и усовершенствования Красной Армии. И. Сталин».
За пьесу «Фронт» автор в 1943 году был удостоен Сталинской премией первой степени, которую передал в Фонд обороны на строительство танковой колонны «За Радянську Україну».
К. Симонов в своих воспоминаниях пишет, что пьеса получила крайне негативную оценку у военных, в частности у Конева.

## Театральные постановки
После публикации в «Правде», пьеса была поставлена в двадцати двух театрах страны, в том числе:
- 1942 — Театр имени Е. Б. Вахтангова, поставка — Р. Симонов[3], Горлов — Алексей Дикий, Михаил Державин, Огнев — Андрей Абрикосов.
- 1942 — Малый театр.
- 1942 — Театр имени Ленинского комсомола.
- 1942 — ЦТКА.
- 1942 — Киевский театр имени И. Я. Франко (Семипалатинск).
- 1942 — Московский Камерный театр (Барнаул).
- 1942 — Театр имени Г. Сундукяна (Ереван).
- 1975 — Театр имени Е. Б. Вахтангова, постановка — Е. Р. Симонов[3], Горлов — Михаил Ульянов , Огнев — Василий Лановой.

## Экранизация
- 1943 — «Фронт», Центральная Объединенная киностудия художественных фильмов, реж. Братья Васильевы, Горлов — Борис Жуковский, Огнев — Борис Бабочкин.  Съемки проводились в городе Алма-Ате. Премьера фильма состоялась 27 декабря 1943 года.